# Rudolf Günther (Politiker)
Rudolf Günther (* 30. Juni 1912 in Elmshorn; † 1. Januar 1992) war ein deutscher Politiker der CDU.
Günther, von Beruf Tischler und Möbelkaufmann, gehörte 1946 dem ersten ernannten Landtag von Schleswig-Holstein nach dem Zweiten Weltkrieg an. Er war dort Schriftführer und Vorsitzender des Ausschusses für das Flüchtlingswesen.